# Rotstieliger Zwerg-Täubling
Der Rotstielige Zwerg-Täubling  oder Rotstieliger Birken-Täubling (Russula font-queri) ist ein Pilz aus der Familie der Täublingsverwandten. Es ist ein seltener Täubling und typischer Birkenbegleiter mit kupferrotem Hut und leicht rosa überlaufenem Stiel. Sein Sporenpulver ist gelblich.

## Merkmale

### Makroskopische Merkmale
Die relativ fleischigen oder dicken Fruchtkörper haben einen 3,5–6,5 cm breiten Hut, der jung gewölbt und später flach ausgebreitet bis vertieft ist. Bisweilen kann der Hut auch etwas gebuckelt sein. Anfangs ist er mehr gelb bis dottergelb gefärbt, dann überwiegen orange Farbtöne, wobei er von der Mitte aus rötet. Im Alter ist er schließlich schmutzig gelb, kupferrot bis ziegelrot. Der Hutrand ist zuerst glatt, dann gerieft bis höckrig gefurcht, bei jungen Exemplaren kann er in seltenen Fällen etwas bereift sein. Die glänzende Huthaut ist bis zu 2/3 des Radius abziehbar und oft klebrig oder schmierig. Mit KOH verfärbt sie sich citringelb.
Die 4–7 mm hohen und gedrängt oder ziemlich dicht stehenden Lamellen sind erst blass, dann cremefarben und schließlich schön ockergelb gefärbt und haben einen gelborangen Schimmer. Sie sind meist vereinzelt gegabelt, oft queradrig verbunden und am Stiel angewachsen. Im Alter können sie auch leicht am Stiel herablaufen. Oft sind sie mit einigen Zwischenlamellen (Lamelletten) untermischt. Das Sporenpulver ist hellgelb gefärbt (IVa nach Romagnesi).
Der zylindrische oder spindelförmige Stiel ist 5–9 cm lang und 0,7–1,5 cm dick. Er ist weiß und teilweise rötlich, rosa oder lachsfarben überlaufen, besonders an der Basis und der Stielspitze. Nur sehr selten ist er ganz weiß und ohne rötliche Färbung. Bei jungen Fruchtkörpern ist der Stiel erst voll, mit fester Rinde und schwammigem Mark, doch im Alter ist er meist hohl und mehr oder wenig runzelig.
Das weißliche Fleisch kann ein wenig gilben. Es schmeckt zuerst eher mild, dann recht scharf. Alte Fruchtkörper schmecken ziemlich mild. Der Täubling ist fast geruchlos oder er riecht schwach fruchtig. Die Guajakreaktion ist nur schwach ausgeprägt.

### Mikroskopische Merkmale
Die ziemlich elliptischen Sporen sind (7–) 8–9 (–10) µm lang und (5–) 6–7,5 (–8) µm breit. Sie sind isoliert warzig ornamentiert und teilweise perlschnurartig oder fast gratig verbunden. Die Zystiden sind unauffällig, meist spindelförmig oder zylindrisch und 40–65 (–85) µm lang und 7–12 µm breit. Sie lassen sich zumindest teilweise mit Sulfovanillin anfärben. Der Apiculus misst 1,25 × 1,5. Der Hilarfleck ist polygonal und gelappt und 3–3,25 µm breit und deutlich amyloid. Die Basidien sind 28–40 (–50) µm lang und x 8,5–11 (–12,5) µm breit.
Die Hyphenendzellen der Huthaut sind schlank, 2–3 µm breit und manchmal fast ein wenig ausgesackt. Die Pileozystiden sind zylindrisch, 4–6 (8) µm breit und 2–3–septiert. In seltenen Fällen sind sie fast spindelförmig oder bauchig (8–10 µm), aber stumpf.

## Artabgrenzung
Der Rotstielige Zwerg-Täubling und der Orange-Täubling R. aurantiaca stehen sich sehr nahe und können leicht miteinander verwechselt werden. Das wichtigste Unterscheidungsmerkmal ist die Sporenpulverfarbe. Der Orange-Täubling hat mittelgelbes und R. font-queri hat blassgelbes Sporenpulver. Außerdem sind die Pileozystiden beim Rotstieligen Zwerg-Täubling etwas breiter und einige weisen in etwa 5–6 µm Entfernung von der Zystidenspitze eine kleinere Ausstülpungen auf.

## Ökologie und Verbreitung

Europäische Länder mit Fundnachweisen des Rotstieligen Zwerg-Täublings.
Legende:
Länder mit Fundmeldungen
Länder ohne Nachweise
keine Daten
außereuropäische Länder

Der Rotstielige Zwerg-Täubling ist wie alle Täublinge ein Mykorrhizapilz, der vorwiegend mit Birken eine Symbiose eingeht. In Deutschland wurde die Art in wärmeliebenden Eichenmischwäldern gefunden. Die Fruchtkörper erscheinen im Juni und Juli.
Der Täubling kommt in Europa und Nordamerika vor. Auch in Nordafrika (Marokko) wurde sie nachgewiesen. In Südeuropa ist es eine alpine Art, die in Spanien vorwiegend in den Hochtälern der Pyrenäen vorkommt. Außerdem wurde sie in Frankreich, den Niederlanden, Deutschland und dem südlichen Skandinavien nachgewiesen.
In Deutschland ist die Art extrem selten, es gibt nur wenige Fundorte in Niedersachsen, Rheinland-Pfalz, Saarland, Baden-Württemberg und Süd-Bayern. Die sehr seltene und stark gefährdete Art wird in der Roten Liste in der Gefährdungskategorie RL2 geführt. In Österreich wird der Täubling am häufigsten in Niederösterreich und im Burgenland gefunden. Oberhalb von 700 m Meereshöhe fehlt der Täubling.

## Systematik

### Infragenerische Systematik
Der Rotstielige Zwerg-Täubling wird von Bon in die Untersektion Rhodellinae gestellt, einer Untersektion der Sektion Tenellae. Die Vertreter dieser Untersektion haben mehr oder weniger rot oder orange gefärbte Hüte. Das Fleisch und der Stiel ändern ihre Farbe nur wenig und gilben nur leicht. Manchmal ist der Stiel rosa oder rötlich überlaufen. Man findet die Täublinge in Laubwäldern.

### Unterarten und Varietäten
- Russula font-queri var. microspora  Romag.

Der Hut ist 2,5–4 cm breit und mehr oder weniger kupferfarben. Der Rand ist gerieft. Die entfernter stehenden Lamellen sind hellocker. Der Stiel ist weißlich und das Fleisch erst recht mild dann langsam ein wenig scharf. Sporenpulver ist hellgelb (IVa-IVb nach Romagnesi).

## Bedeutung
Die Art ist theoretisch sicher essbar, spielt aber wegen ihrer Seltenheit als Speisepilz keine Rolle.